# Elsa Reich

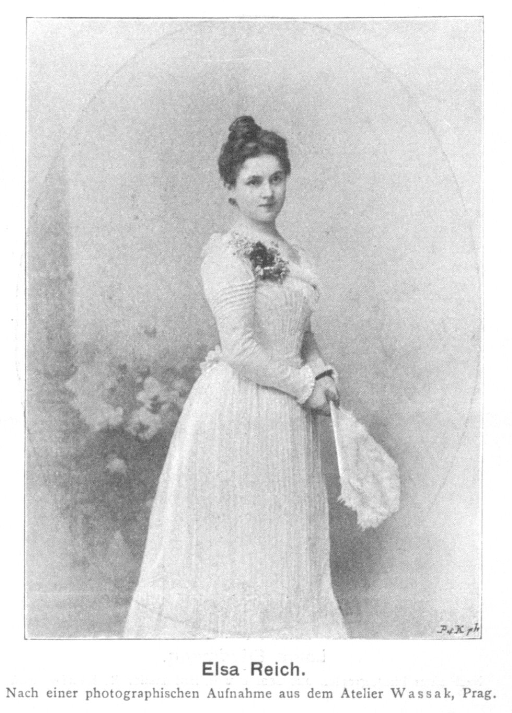
Elsa Reich (1900)

Elsa Reich (9. September 1879 in Prag – 7. November 1958 in New York City) war eine tschechoslowakische Opernsängerin (Sopran). 

## Leben
Reich wurde von der Altistin Plodek und Felix Ehrl ausgebildet und war seit 1898 am Prager Landestheater vom Intendanten Angelo Neumann für das Soubrettenfach engagier, ihre Antrittsrolle war der Benjamin in Méhuls Joseph. Sie spielte unter anderem den Cherubino in Le nozze di Figaro Figaro und die O Mimosa San in Die Geisha.
Im Juli 1904 heiratete sie Bernhardt Wollner und lebte mit ihm in Kgl. Weinbergen. Sie wirkte von 1908 bis 1911 am Opernhaus von Riga, in der Saison 1911/1912 am Stadttheater Rostock, 1912/1913 am Stadttheater Bremerhaven und 1913/14 am Stadttheater von Posen. Danach zog sie sich von der Bühne zurück.
Reich überlebte den Holocaust im Internierungslager Ferramonti di Tarsia. Nach ihrer Befreiung zog sie in die Vereinigten Staaten, wo sie 1958 in der Bronx starb.